# Deltote amurula
Deltote amurula là một loài bướm đêm trong họ Noctuidae.